# آلفا رومئو ۸سی
آلفارومئو ۸سی (Alfa Romeo ۸C) خودرویی است که در سال‌های ۱۹۳۱–۱۹۳۹تولید شده‌است. طراحی آن خودروهای موتور جلو-محور عقب بوده است.